# La Légende Black
Singles de Black M
Sur ma route
(2014) Profiter de ma life
(2014)
Singles par Dr. Beriz
De Marseille à Paris
(2014) Profiter de ma life
(2014)
La Légende Black est un single musical de Black M featuring Dr. Bériz, extrait de l'album Les Yeux plus gros que le monde.

## Classement
| Classement (2014)               | Meilleure position |
| ------------------------------- | ------------------ |
| Belgique (Wallonie Ultratip 50) | 6                  |
| France (SNEP)                   | 8                  |